# Cazaux-Fréchet-Anéran-Camors
Cazaux-Fréchet-Anéran-Camors là một xã thuộc tỉnh Hautes-Pyrénées trong vùng Occitanie tây nam nước Pháp. Xã này nằm ở khu vực có độ cao trung bình 1150 mét trên mực nước biển.